# Tira (Teksas)
Tira – miasto w Stanach Zjednoczonych, w stanie Teksas, w hrabstwie Hopkins.